# Elysium (스트라토바리우스의 음반)
| 전문가 평가  | 전문가 평가 |
| 평가 점수    | 평가 점수   |
| 출처         | 점수        |
| ------------ | ----------- |
| AllMusic     | [ 3 ]       |
| Sputnikmusic | 3/5         |
| Metal Storm  | 8/10        |

《Elysium》은 2011년 1월 12일 빅터 엔터테인먼트(일본)를 통해, 1월 14일 에델 AG(전 세계)를 통해 발매된 핀란드의 파워 메탈 밴드 스트라토바리우스의 열세번째 스튜디오 음반이다. 이 음반은 2012년 밴드를 떠난 오랜 드러머 외르크 미하엘이 참여한 마지막 스트라토바리우스 음반이다. 《Elysium》은 핀란드 음반 차트에서 1위에 올랐을 뿐만 아니라, 다른 5개국에서 80위 안에 들었다. 〈Darkest Hours〉는 싱글로 발매되어 핀란드 싱글 차트에서 4위에 올랐다.

## 배경
《Elysium》의 공식 트랙 목록은 2010년 11월 8일 키보디스트 옌스 요한손에 의해 밴드의 웹사이트 포럼에서 처음 발표되었다. 이 음반은 일반 CD, 전체 음반의 데모가 포함된 보너스 디스크가 있는 디지팩 에디션 CD, 7인치 싱글에 두 개의 보너스 트랙이 있는 더블 디스크 컬렉터의 에디션 CD, 그리고 바이닐로 발매되었다. 18:07의 길이로 《Elysium》의 타이틀곡은 단연코 지금까지 가장 긴 스트라토바리우스 곡이다. 커버 아트는 줄라 하반사크가 만들었고 《Polaris》 (2009년)의 동일한 별 모양 우주선이 특징이다.

## 곡 목록
| #  | 제목                                      | 작사                               | 작곡                 | 재생 시간 |
| -- | ----------------------------------------- | ---------------------------------- | -------------------- | --------- |
| 1. | 〈Darkest Hours〉                         | 티모 코티펠토, 마티아스 쿠피아이넨 | 쿠피아이넨           | 4:11      |
| 2. | 〈Under Flaming Skies〉                   | 코티펠토                           | 코티펠토, 쿠피아이넨 | 3:51      |
| 3. | 〈Infernal Maze〉                         | 코티펠토                           | 쿠피아이넨           | 5:33      |
| 4. | 〈Fairness Justified〉                    | 코티펠토                           | 쿠피아이넨           | 4:20      |
| 5. | 〈The Game Never Ends〉                   | 옌스 요한손                        | 요한손               | 3:53      |
| 6. | 〈Lifetime in a Moment〉                  | 라우리 포라                        | 포라                 | 6:38      |
| 7. | 〈Move the Mountain〉                     | 요한손                             | 요한손               | 5:33      |
| 8. | 〈Event Horizon〉                         | 코티펠토                           | 쿠피아이넨           | 4:23      |
| 9. | 〈Elysium - Part I - Part II - Part III〉 | 쿠피아이넨, 코티펠토               | 쿠피아이넨           | 18:07     |